# Emily Osment
Pour les articles homonymes, voir Osment.
Emily Jordan Osment est une actrice et productrice américaine, née le 10 mars 1992 à Los Angeles (Californie).

## Biographie
Emily Osment est née à Los Angeles, en Californie. Son père est l'acteur Michael Eugene Osment et sa mère, Theresa Osment est professeur d'anglais à l'université. Son grand frère, Haley Joel Osment, a été nommé aux Oscars.
Emily a été en couple avec l'acteur Nathan Keyes (né le 28 novembre 1985) pendant quelques mois en 2013. Elle a ensuite été en couple avec le comédien, Jimmy Tatro (né le 16 février 1992), d'octobre 2013 à mars 2015. En 2015, elle a été en couple avec l'acteur, Blake Cooper Griffin. Le 25 juin 2023, elle annonce qu'elle s'est fiancée à son petit ami depuis déjà quelque temps, Jack Anthony. En octobre 2024, ils se marient. Mais cinq mois plus tard, elle dépose des papiers demandant le divorce citant des « différents irréconciliables » et datant leur séparation au 7 décembre, soit moins de deux mois après. 

### Comme actrice
Elle a commencé dans le domaine du show-biz par des publicités en 1998. Elle entame véritablement sa carrière d'actrice en 1999 avec The Secret Life Of Girls, dans lequel elle joue aux côtés d'Eugene Levy et Linda Hamilton. Cette même année, elle est nommée pour un Young Artist Award pour sa prestation auprès de Glenn Close dans le téléfilm Sarah, Plain and Tall: Winter's End. Elle fait également des apparitions dans plusieurs séries, notamment Friends.
Après avoir eu des rôles secondaires dans des téléfilms et des séries durant son enfance, elle a été reconnue comme une jeune star avec son rôle de Girty Giggles dans Spy Kids 2 : Espions en herbe et dans Spy Kids 3 : Mission 3D, ce qui l'a permis d'être nommée aux Emmy Awards. Elle est également connue pour le rôle de Lilly Truscott dans la série Hannah Montana. Elle a joué dans un téléfilm Disney en 2009, du nom de SOS Daddy qui connaît un franc succès.
En 2006, elle signe un contrat avec Disney après avoir obtenu le rôle de Lilly Truscott dans la série Hannah Montana. Le 25 décembre, elle interprète une chanson de Noël avec d'autres stars sous contrat Disney. Elle enregistre seule deux chansons qui s'intitulent Don't Ya Just Love Christmas et One Day.
Emily Osment a prêté sa voix pour Lilo et Stitch, ainsi qu'à plusieurs personnages de dessins animés. Elle a été nommée aux Emmy Awards dans la catégorie de la meilleure interprétation féminine dans une série (Hannah Montana).

### Comme chanteuse
Emily Osment a commencé sa carrière de musique dans la pop en 2007, en chantant une chanson reprise par Billy Ray Cyrus intitulé You've Got a Friend. Elle chante également le générique de SOS Daddy. Elle a aussi interprété des chansons qui ont connu un grand succès comme I Don't Think About It, If I Didn't Have You avec laquelle elle fit un duo avec Mitchel Musso, ou plus récemment Once Upon A Dream. Elle a interprété la chanson Wherever I Go avec Miley Cyrus pour la B.O. de Hannah Montana Forever. Et elle a aussi enregistré Let's be friends fin 2011.
En 2012, Emily Osment crée un nouveau groupe, « The Ramshackle », avec son ami et partenaire Daniel Schechter.

#### All the Right Wrongs
Premier album EP d'Emily Osment est sorti en octobre 2009. Sa promotion a été faite en août 2009 et en octobre 2010, les ventes de l'album s'élèvent à 300 000 exemplaires dans le monde. Emily a signé un contrat avec ses deux nouveaux producteurs : Max Collins & Tony Fagenson.

#### Fight or Flight
Son 2e album sorti le 5 octobre 2011 aux États-Unis est promu entre autres par les titres Lovesick et Let's Be Friends.

##### Un nouveau chapitre, Bluebiird
Sous un alias, Bluebiird, Emily Osment fait son retour dans l'industrie musicale. Sur sa page Facebook, elle annonce la sortie de son nouveau single, Black Coffee Morning. Black Coffee Morning sort le 8 mars 2019. Ensuite, elle sort son deuxième single, Sailor le 26 avril 2019 et Good Girl, le 21 juillet 2019. Le 27 septembre 2019, nous découvrons enfin l'EP, When I Loved You.
Le 20 octobre 2020, Emily Osment publie une reprise de la chanson, I Say a Little Prayer.
Début 2024, elle annonce sur son compte Instagram et aussi, celui de Bluebiird qu'elle est de retour. Lors d'une interview pour EliteDaily, elle communique le nom du premier single de son nouveau projet, Porcelain Doll qui va sortir en avril 2024. Ensuite, elle sort son deuxième single, Paranoia Boys en juin 2024 et son troisième single, Real People en août 2024.  

## Filmographie

### Films
- 1999 : The Secret Life of Girls (en) de Holly Goldberg Sloan : Miranda Aiken
- 2002 : Spy Kids 2 : Espions en herbe (Spy Kids 2: Island of Lost Dreams) de Robert Rodriguez : Gerti Giggles
- 2003 : Spy Kids 3 : Mission 3D (Spy Kids 3-D: Game Over) de Robert Rodriguez : Gerti Giggles
- 2007 : Le livre maléfique (The Haunting Hour Volume One: Don't Think About It) de Alex Zamm : Cassie Keller
- 2008 : Maman Coach (en) (Soccer Mom) de Gregory McClatchy : Becca Handler
- 2009 : Hannah Montana, le film (Hannah Montana: The Movie) de Peter Chelsom : Lilly Truscott
- 2011 : Le Chihuahua de Beverly Hills 2 (Beverly Hills Chihuahua 2) de Alex Zamm : Pep (voix originale)
- 2011 : Cyberbully de Charles Binamé : Taylor Hillridge
- 2012 : Le Chihuahua de Beverly Hills 3 (Beverly Hills Chihuahua 3: Viva la Fiesta!) de Lev L. Spiro (en) : Pep (voix originale)
- 2014 : Kiss Me (en) de Jeff Probst : Shelby
- 2014 : LifeTime de Paul Easter
- 2015 : No Way Jose (en) de Adam Goldberg : Shelby
- 2016 : Love Is All You Need? (en) de Kim Rocco Shields : Kelly Williams

### Films d'animation
- 2005 : Lilo et Stitch 2 (Lilo & Stitch 2: Stitch Has a Glitch) de Tony Leondis et Michael LaBash : voix additionnelles
- 2006 : Holidaze : Il faut sauver Noël (es) (Holidaze: The Christmas That Almost Didn't Happen) de David H. Brooks : Trick
- 2011 : La Colline aux coquelicots (From Up on Poppy Hill) de Gorō Miyazaki : Nobuko Yokoyama (voix américaine)

### Télévision

#### Téléfilms
- 1999 : Les Déchirements du passé (Sarah, Plain and Tall: Winter's End) de Glenn Jordan : Cassie Witting
- 2009 : SOS Daddy (Dadnapped) de Paul Hoen : Melissa Morris
- 2011 : Le Mur de l'humiliation (Cyberbully) de Charles Binamé : Taylor Hillridge
- 2014 : Un homme inquiétant (A Daughter's Nightmare) de Vic Sarin : Ariel
- 2017 : Le bal de Noël (Christmas Wonderland) : Heidi Nelson
- 2021 : Mariés à Noël (A Very Merry Bridesmaid) De David I. Strasser : Leah Taylor
- 2023: Stolen Baby: The Murder of Heidi Broussard de Michelle Ouellet : Magen Fieramusca

#### Séries télévisées
- 1999 : Troisième planète après le Soleil : Dahlia (saison 5, épisode 6)
- 2000 : Les Anges du bonheur : Alyssa Sullivan (saison 6, épisode 12)
- 2001 : Friends : Lelani Mayolanofavich (saison 8, épisode 6)
- 2006-2011 : Hannah Montana : Lilly Truscott (rôle principal, 100 épisodes[5])
- 2009 : La Vie de croisière de Zack et Cody : Lilly Truscott / Lola Luftnagle (saison 1, épisode 21)
- 2010 : Jonas L.A : Elle Même (saison 2, épisode 11)
- 2010-2012 : Kick Kasskoo : Kendall Perkins (animation, voix originale - 20 épisodes[6])
- 2012-2016 : Les Griffin : doublage de voix (animation, voix originale - 17 épisodes[7])
- 2013 : Mon oncle Charlie : Ashley (saison 10, épisode 20)
- 2013-2014 : Cleaners (en) : Roxie (rôle principal, 18 épisodes[8])
- 2014-2018 : Young and Hungry : Gabi Diamond (rôle principal)
- 2015-2016 : Mom : Jodi (4 épisodes - saison 3, épisodes 2, 3, 7 et 12)
- 2018 : La Méthode Kominsky : Theresa
- 2019-2020 : Almost Family : Roxy Doyle (rôle principal, 13 épisodes)
- 2021-2022 : Pretty Smart (en) : Chelsea (rôle principal, 10 épisodes)
- 2022 à 2023 : Dead End : Le Parc du paranormal : Courtney
- 2022-2024 : Young Sheldon : Mandy (saison 5 et 6, 19 épisodes [9])
- 2024 : Georgie and Mandy's First Marriage : Mandy (également productrice déléguée)

## Discographie
Albums studio
- 2009 : All The Right Wrongs EP
- 2010 : Fight or Flight
- 2019 : When I Loved You (sous l'alias Bluebiird)
- 2024 : Real People (sous l'alias Bluebiird)

Singles
- 2007 : I Don't Think About It
- 2008 : If I Didn't Have You (feat. Mitchel Musso)
- 2008 : Once Upon A Dream
- 2009 : All the Way Up
- 2010 : You Are the Only One
- 2010 : Let's Be Friends
- 2011 : Lovesick
- 2011 : Hush (feat. Josh Ramsay)
- 2011 : Drift
- 2019 : Black Coffee Morning
- 2019 : Sailor
- 2019 : Good Girl
- 2020 : I Say a Little Prayer (cover)
- 2024 : Porcelain Doll
- 2024 : Paranoia Boys
- 2024 : Real People

## Voix françaises
En France
| - Camille Donda dans : - Spy Kids 2 : Espions en herbe - Spy Kids 3 : Mission 3D - Cleaners (en) (série télévisée) - Mom (série télévisée) - Almost Family (série télévisée) - Pretty Smart (en) (série télévisée) - Le bal de Noël (téléfilm) - Young Sheldon (série télévisée) - Le premier mariage de Georgie et de Mandy (série télévisée) - Lucile Boulanger dans : - Hannah Montana (série télévisée) - Hannah Montana, le film - Jonas L.A. (série télévisée) - SOS Daddy (téléfilm) | - Adeline Chetail dans : - Le Mur de l'humiliation (téléfilm) - Mon oncle Charlie (série télévisée) et aussi - Anne Tilloy dans Un homme inquiétant - Julie Turin dans La Méthode Kominsky (série télévisée) |

## Nominations et récompenses

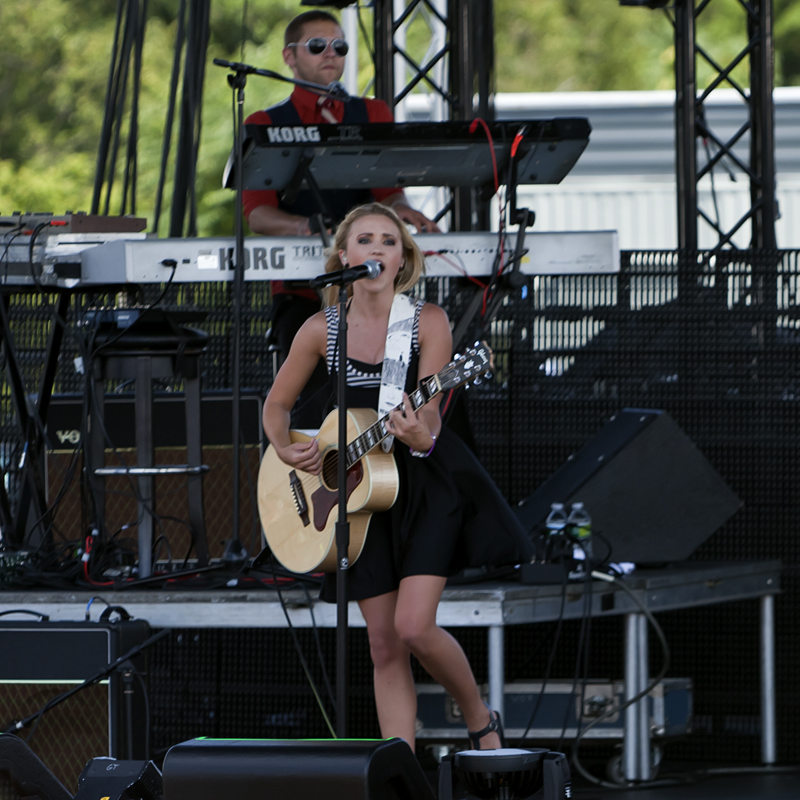
Emily en concert en 2010.

| Année | Résultat   | Prix                   | Catégorie                                                       | Travail                                 |
| ----- | ---------- | ---------------------- | --------------------------------------------------------------- | --------------------------------------- |
| 1999  | Nommée     | Young Artist Award     | Meilleure Performance dans un Film ou un Pilote pour un mineur. | Sarah, Plain and Tall: Winter's End     |
| 2003  | Nommée     | Young Artist Award     | Meilleure Performance dans un film.                             | Spy Kids 2                              |
| 2003  | Nommée     | Young Artist Award     | Meilleur Travail dans un film.                                  | Spy Kids 2                              |
| 2008  | Nommée     | Young Artist Award     | Meilleur travail dans une série.                                | Hannah Montana                          |
| 2008  | Nommée     | Young Artist Award     | Meilleure Performance dans un film.                             | The Haunting Hour: Don't Think About It |
| 2009  | Nommée     | Teen Choice Awards     | Choix : Meilleure actrice T.V.                                  | Hannah Montana, le film                 |
| 2010  | Nomination | People's Choice Awards | Favorite Breakout Movie Actress                                 | Elle-même                               |
| 2012  | Lauréat    | Prism Awards           | Meilleure performance dans un film ou une minisérie             | Cyberbully                              |
| 2014  | Nomination | Teen Choice Awards     | Choice Summer TV Star: Female                                   | Young and Hungry                        |